# Kanton Les Deux-Sorru
Kanton Les Deux-Sorru (francouzsky Canton des Deux-Sorru) je francouzský kanton v departementu Corse-du-Sud v regionu Korsika. Tvoří ho 11 obcí.

## Obce kantonu
- Arbori
- Balogna
- Coggia
- Guagno
- Letia
- Murzo
- Orto
- Poggiolo
- Renno
- Soccia
- Vico